# Guido de Dramelay
Guido (II) de Dramelay (em francês: Guy de Dramelay; m. 1285/1286) foi o terceiro barão de Chalandritza no Principado da Acaia na Grécia franca, e também bailio do principado em 1282–85.

## Vida
Guido foi um descendente da família Dramelay (ou Trimolay, Tremolay) da vila homônima da Borgonha, que havia retido a Baronia de Chalandritza desde 1209, quando um "G. de Dramelay" (possivelmente "Guido", que neste caso seria Guido I) é atestado entre os signatários do Tratado de Sapienza. Muitos historiadores mais antigos, seguindo Jean Alexandre Buchon e Karl Hopf, consideraram Aldeberto de la Trémouille como primeiro barão. Seu sucessor, Roberto, é atestado ca. 1230. Foi ele que construiu o castelo de Chalandritza, segundo as versões grega e italiana da Crônica da Moreia. Ele foi, por sua vez, sucedido por seu filho Guido (II).
A versão aragonesa da crônica, por outro lado, relata uma história completamente diferente, segundo a qual o castelo de Chalandritza foi construído pelo barão de Patras Conrado de Aleman, e que ele e outros territórios, compreendendo oito feudos de cavaleiros, foram adquiridos em torno de 1259 pelo príncipe Guilherme II de Vilearduin e concedidos ao cavaleiro chamado Guido de Dramelay, que havia recentemente chegado na Moreia. Embora de outro modo confiável, a versão aragonesa é considerada errônea nesta afirmação.
O mandato de Guido como barão é relativamente obscuro. Em 1280, sabe-se que teria aumentado a baronia ao adquirir territórios vizinhos como partes de Lisareia ou o feudo e Mitópolis. Em novembro de 1282, Guido foi nomeado bailio do principado pelo rei de Nápoles no lugar de Narjot de Toucy, cujos deveres como almirante do reino não permitiam-o assumir o posto. Guido reteve a posição até 1285, quando foi substituído pelo duque de Atenas Guilherme I de la Roche. Guido morreu logo depois, no final de 1285 ou começo de 1286, deixando sua baronia a uma filha de nome desconhecido, que casou-se com Jorge I Ghisi, herdeiro de Tinos e Míconos.